# Palazzo dei Musei (Reggio Emilia)
Il Palazzo dei Musei, situato a Reggio Emilia, è la sede principale dei Musei Civici di Reggio Emilia. Ospita raccolte e collezioni riferibili all'archeologia, all'etnografia, alla storia dell'arte, alla storia naturale e alla storia della città.
Il palazzo è sede museale dal 1830 e le sue collezioni sono state progressivamente ampliate nel corso dei secoli successivi.

## Storia

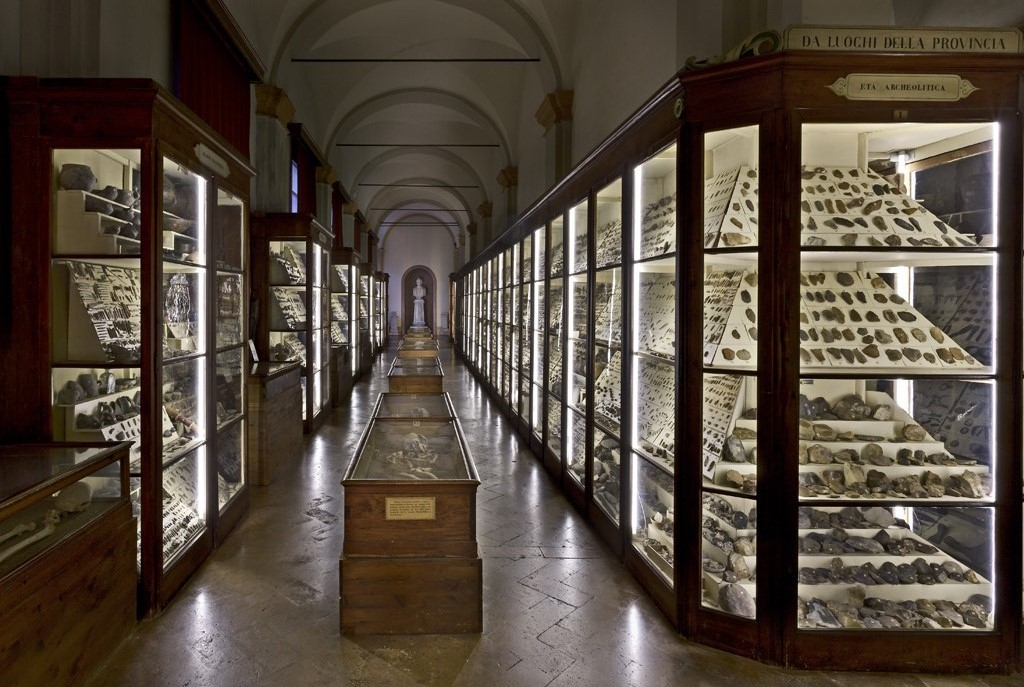
Museo Chierici di Paletnologia

La storia del Palazzo dei Musei inizia nel 1256 quando i francescani, per concessione del vescovo Guglielmo da Fogliano, si insediano presso la chiesa di San Luca e il contiguo palazzo imperiale, in uso come sede vescovile dal 1195. La trasformazione da palazzo in convento avverrà qualche decennio più tardi, con uno sviluppo dell'edificio su due piani intorno a un grande chiostro porticato e un grande orto circondato da un muro di cinta. L'aspetto attuale del palazzo risale ad un rifacimento del Settecento.
Durante le soppressioni napoleoniche, il convento viene trasformato in una caserma e stalla per cavalli, e successivamente in sede di istituzioni scolastiche.
Soltanto nel 1830 vi si allestisce la prima collezione privata di Lazzaro Spallanzani e in seguito i nuclei collezionistici di don Gaetano Chierici, che nel 1862 fonda il Gabinetto di Antichità patrie, dal 1870 Museo di Storia Patria. 
Sul finire dell'Ottocento si aggiungono le raccolte naturalistiche e quelle di etnografia e viene inaugurato nel 1875 il Portico dei Marmi.
Nel Novecento si ampliano e riallestiscono le collezioni ottocentesche e si aggiunge il Museo di Reggio Romana (1996-1998), le raccolte dedicate alla geologia (1989), alla fauna del reggiano (1992) e l'esposizione dei resti della balena Valentina (2001), cetaceo fossile di 3,5 milioni di anni rinvenuto sulle colline reggiane della Valle del Secchia. 
Nel 2021 viene inaugurato il nuovo allestimento del piano secondo, su progetto di Italo Rota e dei curatori dei Musei Civici, che conclude un lungo percorso di ripensamento delle collezioni e del significato che il museo ha acquisito all'interno della comunità.

## Primo piano

### Atrio dei Mosaici
L'Atrio dei Mosaici espone mosaici con motivi geometrici di età romana, e frammenti musivi risalenti all'XII – XIII secolo di alcune chiese di Reggio Emilia: Duomo, San Prospero, San Giacomo e San Tommaso.

### Museo Chierici di Paletnologia
Il Museo Chierici di Paletnologia espone materiali di preistoria e protostoria locale, accompagnati e messi a confronto con oggetti dello stesso periodo, ma di diversa provenienza geografica, soprattutto italiana, e rispecchia i metodi della nuova disciplina paletnologica che lo stesso Chierici andava definendo.

### Collezione Spallanzani
La Collezione Spallanzani ospita la collezione privata di Lazzaro Spallanzani.

### Raccolte naturalistiche
Questa sezione ospita raccolte zoologiche, anatomiche, botaniche e testimonianze geo-mineralogiche e paleontologiche dal territorio reggiano.

#### Raccolte zoologiche

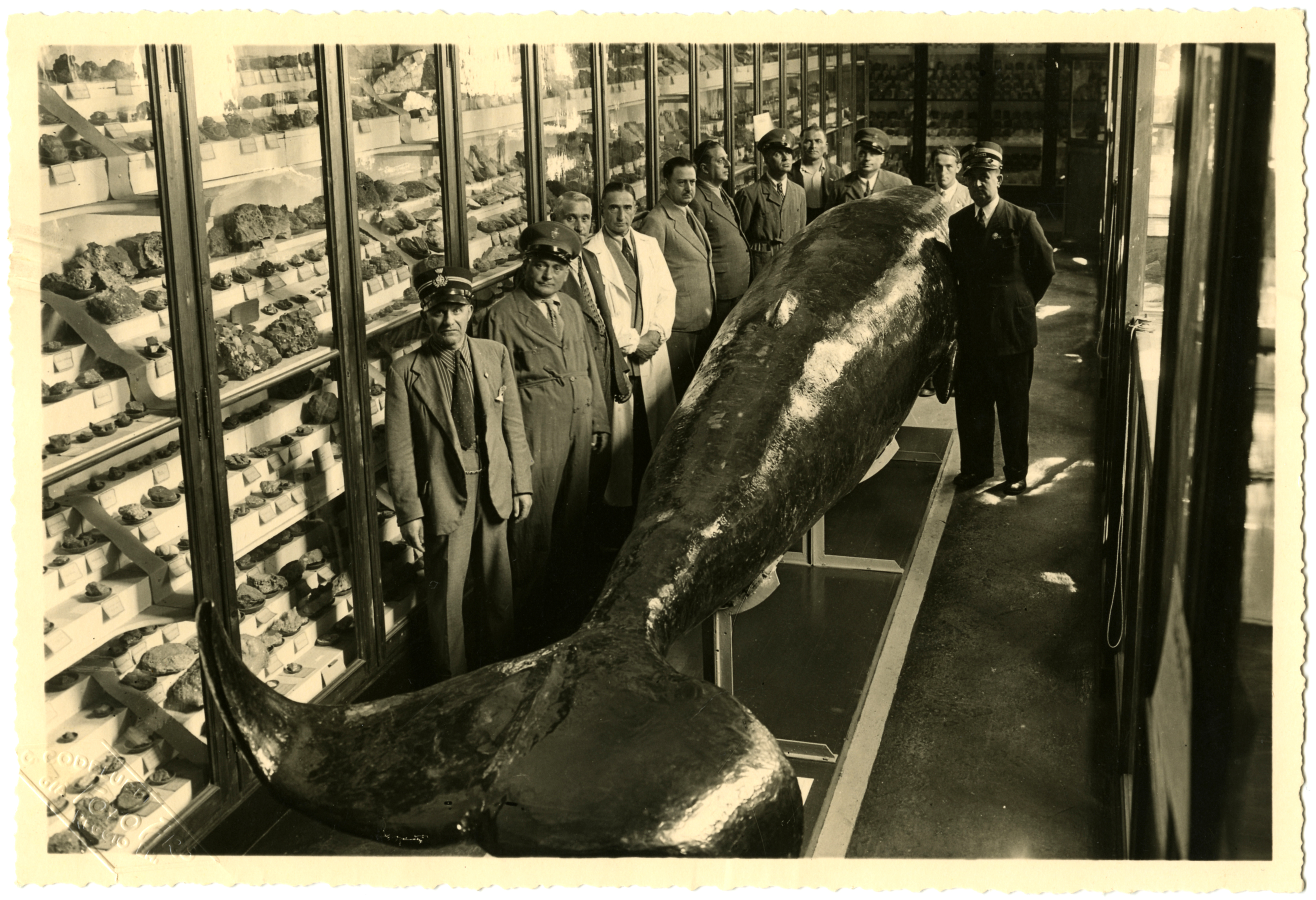
Il capodoglio dei Musei Civici di Reggio Emilia nel 1939

Si trovano all'interno della Sala dedicata ad Antonio Vallisneri Junior e comprendono: 
- Una selezione delle raccolte zoologiche ottocentesche e del primo novecento, ordinate in modo sistematico nelle vetrine perimetrali della sala.
- La raccolta di fauna africana del barone Raimondo Franchetti, costituita da numerose protomi di artiodattili ed esemplari preparati in posizioni drammatizzate a ricostruire scene di predazione, cui si aggiunge un grande esemplare di coccodrillo del Nilo.
- Una sezione dedicata alla fauna del territorio reggiano, allestita nelle vetrine centrali. Sono presi in considerazione i diversi ambienti naturali della provincia, dal crinale appenninico verso il Po, dai boschi di montagna e collina, alla pianura e alle zone umide, senza tralasciare la città.

Al piano terzo è esposta la singolare preparazione tassidermica di un giovane capodoglio, arenatosi il 10 Aprile 1938 sulla spiaggia adriatica di Marzocco, nei pressi di Senigallia.

#### Raccolte anatomiche
Costituite da materiali raccolti nel corso dell'Ottocento e dei primi decenni del novecento, comprendono preparazioni tassidermiche e osteologiche, reperti conservati in liquido e modelli didattici riferiti a temi principali:
- l'anatomia comparata, volta ad mostrare analogie e differenze negli apparati scheletrici e negli organi interni delle diverse specie animali;
- l'anatomia umana;
- la teratologia, scienza che si occupa delle malformazioni, con numerosi esempi di gemelli congiunti, umani e animali, e il cranio umano caratterizzato da un abnorme ispessimento del tessuto osseo.

#### Raccolte botaniche

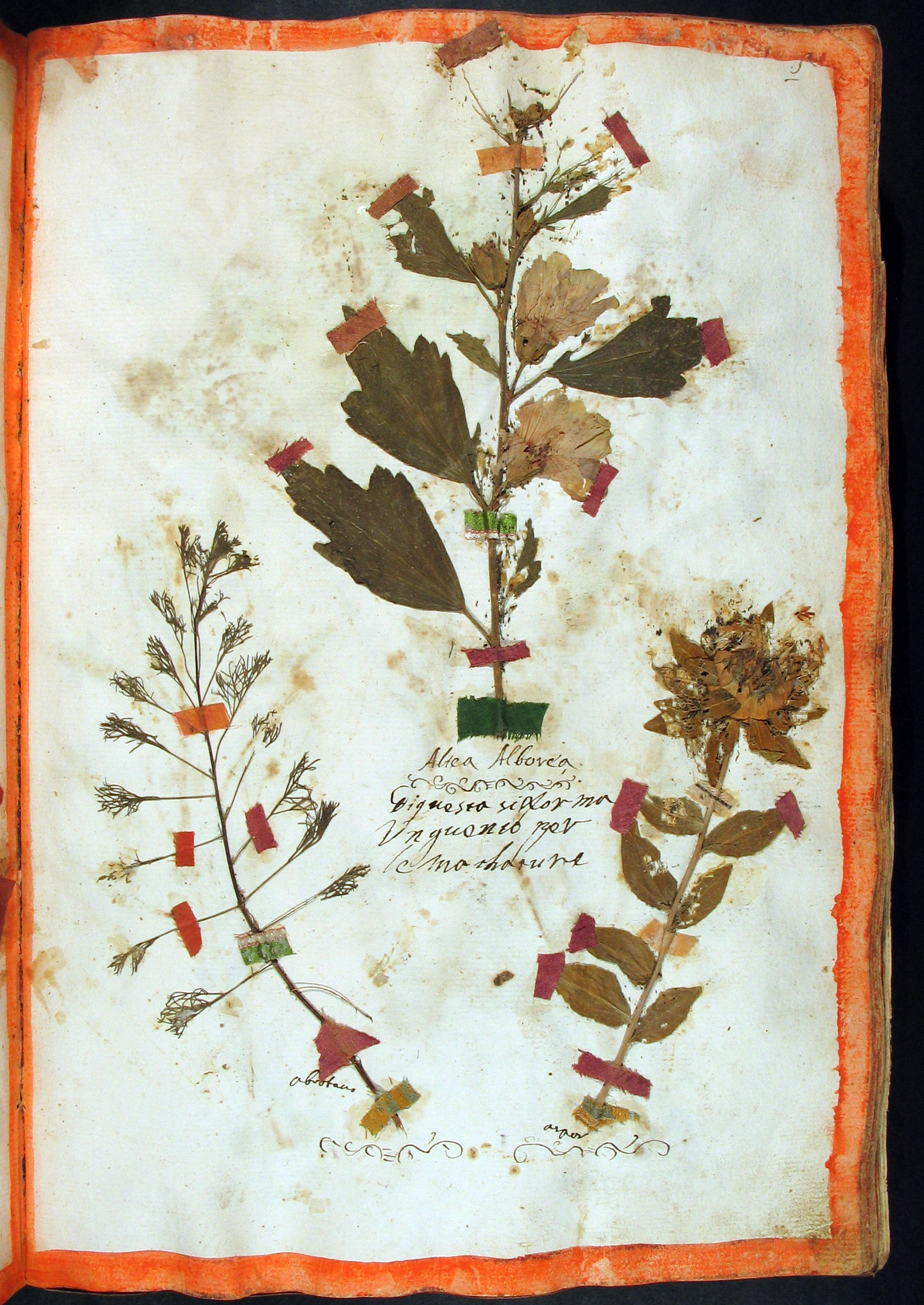
Pagina dall'Erborario Naturale del Santo Spirito di Reggio

Comprendono dodici erbari, dal XVII al XXI secolo. Tra i più antichi l'antico Erborario Naturale del Santo Spirito in Reggio e due raccolte riferibili al botanico Giacomo Zanoni (1615-1682), della seconda metà del XVII secolo. L'erbario di Filippo Re (1763-1817) consta 7214 fogli, in cui sono rappresentati 1150 generi, per un totale di circa 5200 specie vegetali, sia locali che esotiche, ordinate secondo la sistematica linneana. Più recenti le raccolte di flora locale di Antonio Cremona Casoli (1870-1949) e Giuseppe Branchetti (1923-2009), quella di funghi ipogei di Amer Montecchi e quella di funghi epigei del reggiano.

#### Raccolte geo-mineralogiche e paleontologiche

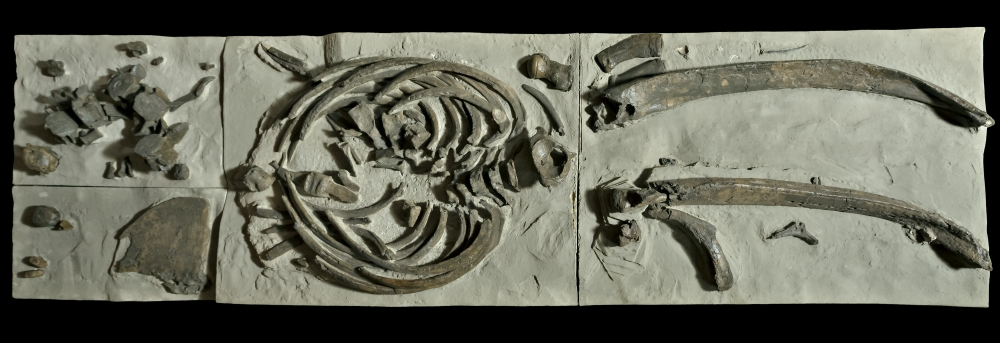
Balena Valentina

La Balena Valentina è l'elemento più interessante: i suoi resti, datati a oltre tre milioni di anni fa, sono stati ritrovati sulle colline reggiane della Valle del Secchia. Denti di Elefante meridionale, un cranio di Rinoceronte etrusco e resti di Orso etrusco, ritrovati nei pressi di Reggio lungo l'alveo dei torrenti Crostolo e Modolena, testimoniano le faune che popolavano nel Villafranchiano (700.000-650.000 anni fa) l'antica pianura.

### Mondi - Raccolte di Etnografia

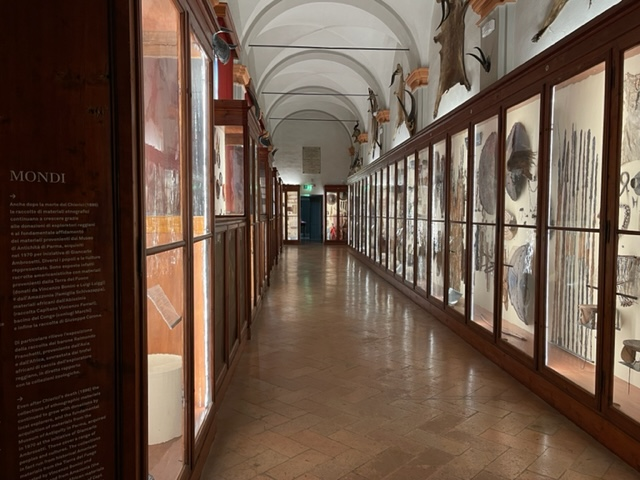
Mondi, collezione di Etnografia

Le raccolte di materiali etnografici, iniziate da don Gaetano Chierici con materiali asiatici, australiani e nordamericani, sono state riorganizzate nel 1999 e comprendono varie collezioni di provenienza africana, asiatica e sudamericana ospitate nella sala dedicata a Giovanni Battista Venturi.

### Portico dei Marmi
Il Portico dei Marmi ospita reperti in pietra ed epigrafi romane, in gran parte funerarie, resti di decorazioni architettonica, epigrafi e sculture dal Medioevo al XVIII secolo. 
Il Chiostro dei Marmi Romani ospita resti monumentali di Marmi architettonici romani.

### Regium Lepidi
Regium Lepidi (ex Museo di Reggio Romana) ospita sculture, mosaici, frammenti di architettura, ceramica, arti minori di età romana.

## Secondo piano
Il secondo piano ospita, da giugno 2021, un nuovo allestimento progettato dall'architetto Italo Rota e dai curatori dei Musei Civici.

### Archeo-Logos
Archeo-Logos propone una narrazione dalla Preistoria del territorio Reggiano, fino alla presenza etrusca e alla conquista romana, all'alto-medioevo, arricchita con citazioni di reperti d'eccezione conservati nelle collezioni storiche e con prestiti da varie istituzioni cittadine. Questa sezione ospita fra l’altro i cippi di Rubiera, rare lapidi funerarie etrusche.

### Noi e gli Este

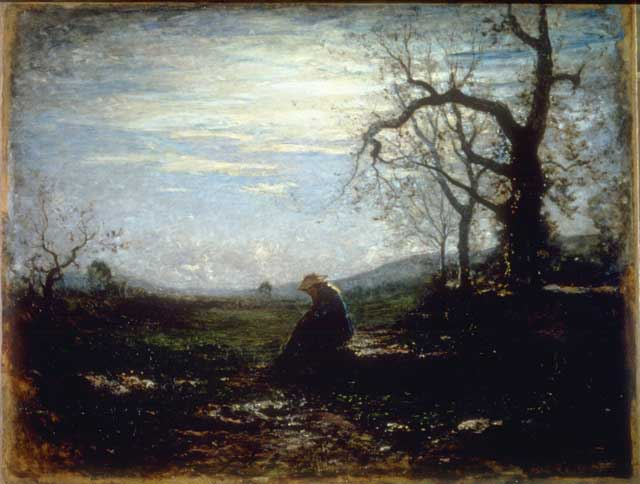
Antonio Fontanesi, La Solitudine, 1876

La sezione storico artistica prosegue dai secoli degli Estensi al Primo Tricolore rivoluzionario e unitario, da Antonio Fontanesi al novecento.

### Photo affection
La contemporaneità è rappresentata dal vasto patrimonio fotografico delle opere raccolte o commissionate dall'Amministrazione all'interno del progetto di Fotografia Europea. Una sezione permanente, con esposizioni a rotazione, è dedicata alla produzione di Luigi Ghirri.

## Terzo piano

### Temporary Museum
Al terzo piano si trova il Temporary Museum, dedicato alle mostre temporanee e caratterizzato da una vocazione “laboratoriale” per iniziative partecipate e allestimenti sperimentali.

## Opere e reperti principali
- Balena Valentina, cetaceo fossile di 3,5 milioni di anni rinvenuto sulle colline reggiane della Valle del Secchia
- Venere di Chiozza
- Cippi di Rubiera
- Ritratto di Isabella Arlotti Toschi
- Cratere apulo
- Tesoro romano-barbarico
- La solitudine di Antonio Fontanesi
- Museo Chierici di Paletnologia di don Gaetano Chierici
- Collezione di storia naturale di Lazzaro Spallanzani
- Il pannello Nanban
- Oggetti dall'Australia, collezione "Rudesindo Salvado"
- Oggetti dal Nord America, collezione "Antonio Spagni"